# 第49諸兵科連合軍 (ロシア陸軍)
第49諸兵科連合軍（だい49しょへいかれんごうぐん、ロシア語: 49-я общевойсковая армия）は、ロシア陸軍の軍。南部軍管区隷下。

## 概要

### 第二次世界大戦
1941年8月7日、第二次世界大戦の影響に伴い、赤軍（現ソ連地上軍） の第35狙撃軍団を基幹に、第49軍としてロシア・ソビエト連邦社会主義共和国（現ロシア）で創設された。
1941年10月から、独ソ戦に投入され、ナチス・ドイツの首都ベルリンまで進軍して戦後に解隊された。

### 冷戦
1992年5月、第12軍団を基幹に、クラスノダール地方で再編された。 
1992年12月26日、ソビエト連邦の崩壊とロシアの独立に伴い、創設されたロシア陸軍に編入された。
1994年10月、部隊縮小に伴い、第67軍団に改編され、2001年に軍縮で解隊された。
2010年7月19日、第49諸兵科連合軍としてスタヴロポリ地方で再編された。
2017年7月、第205独立自動車化狙撃旅団がシリア内戦に投入された。

### ロシアのウクライナ侵攻

#### 南部・ヘルソン戦線
2022年2月24日から、ロシアのウクライナ侵攻では、第58諸兵科連合軍、第22軍団、第8親衛諸兵科連合軍隷下の第20親衛自動車化狙撃師団と合同でクリミア共和国からウクライナ南部攻勢を開始し、3月上旬までに南部ヘルソン州ヘニチェスク、ノヴァ・カホウカ、ヘルソン、スカドフスクを占領した。

#### 南部・ムィコラーイウ戦線
2022年3月上旬、南部ムィコラーイウ州ムィコラーイウで攻勢を開始したが、防御が強固で第8親衛諸兵科連合軍隷下の第20親衛自動車化狙撃師団が南から正面攻撃を継続し、第34独立山岳狙撃旅団、第205独立自動車化狙撃旅団が迂回して北からムィコラーイウ包囲を試みたがボズネセンスクで撃退された。

#### 南部・ヘルソン戦線
2022年3月中旬から、南部ヘルソン州ベリスラフ地区に配備され、ドニエプル川西岸の橋頭堡を防衛した。8月下旬にはウクライナ軍が攻勢を開始し、第205独立自動車化狙撃旅団のエドゥアルド・シャンドゥラ旅団長、第227砲兵旅団のガジクルバン・マゴメドフ副旅団長が戦死し、11月中旬にドニエプル川西岸を解放されて撤退した。

## 編制
- 第66司令部旅団（ロシア語版）（スタヴロポリ）
- 第34独立山岳狙撃旅団（カラチャイ・チェルケス共和国）
- 第205独立自動車化狙撃旅団（ブドノノフスク）
- 第7軍事基地（ロシア語版、英語版）（アブハジア）
- 第227砲兵旅団（アディゲ共和国）
- 第1親衛弾道ミサイル旅団（ロシア語版、英語版）（ゴリヤチ・クリュチ）
- 第90対空ミサイル旅団（ロシア語版）（クラスノダール）
- 第99独立補給旅団（アディゲ共和国）
- 第95独立電子戦大隊（北オセチア共和国）